# Ischnoptera morio
Ischnoptera morio es una especie de cucaracha del género Ischnoptera, familia Ectobiidae. Fue descrita científicamente por Burmeister en 1838.
Habita en Colombia y Venezuela.